# Zwierzyniec
Zwierzyniec è un comune urbano-rurale polacco del distretto di Zamość, nel voivodato di Lublino.
Ricopre una superficie di 156,78 km² e nel 2004 contava 7 261 abitanti.